# Rakuten Japan Open Tennis Championships 2018
Rakuten Japan Open Tennis Championships 2018 — тенісний турнір, що проходив на кортах з твердим покриттям у місті Tokyo, Японія з 1 жовтня. Належав до категорії ATP World Tour 500, був турніром серії Japan Open (теніс) 2018 року.

## Фінальна частина

### Одиночний розряд
Данило Медведєв —  Нісікорі Кей 6–2, 6–4

### Парний розряд
Бен Маклахлан /  Ян-Леннард Штруфф —  Равен Класен /  Майкл Вінус 6–4, 7–5